# Episodi di Flamingo Road (seconda stagione)
Questa voce contiene trame, dettagli e crediti dei registi e degli sceneggiatori della seconda stagione della serie televisiva Flamingo Road.
Negli Stati Uniti, è stata trasmessa per la prima volta sulla NBC il 3 novembre 1981 e si è conclusa il 4 maggio 1982.

## Episodi
| nº | Titolo originale          | Titolo italiano        | Prima TV USA     | Prima TV Italia |
| -- | ------------------------- | ---------------------- | ---------------- | --------------- |
| 1  | The Arrangement           | L'accomodamento        | 3 novembre 1981  |                 |
| 2  | The Victim                | La vittima             | 10 novembre 1981 |                 |
| 3  | The Substitute            | Il sostituto           | 17 novembre 1981 |                 |
| 4  | The Intruder              | Il tradimento          | 24 novembre 1981 |                 |
| 5  | The Stranger              | Lo straniero           | 8 dicembre 1981  |                 |
| 6  | The Powers That Be        | Poteri esistenti       | 15 dicembre 1981 |                 |
| 7  | Little Foxes              | Piccole volpi          | 22 dicembre 1981 |                 |
| 8  | Old Friends               | Vecchi amici           | 5 gennaio 1982   |                 |
| 9  | Strange Bedfellows        | Accoppiate vincenti    | 12 gennaio 1982  |                 |
| 10 | Heatwave                  | Ondata di caldo        | 19 gennaio 1982  |                 |
| 11 | To Catch a Thief          | Ladro da smascherare   | 2 febbraio 1982  |                 |
| 12 | The Explosion             | Esplosione             | 9 febbraio 1982  |                 |
| 13 | Chance of a Lifetime      | A norma di legge       | 16 febbraio 1982 |                 |
| 14 | Double Trouble            | A carte scoperte       | 23 febbraio 1982 |                 |
| 15 | The Dedication            | Dedica                 | 2 marzo 1982     |                 |
| 16 | Sins of the Fathers       | Negriero               | 16 marzo 1982    |                 |
| 17 | No Dice                   | Niente gioco d'azzardo | 23 marzo 1982    |                 |
| 18 | The High and the Mighty   | Arrogante              | 30 marzo 1982    |                 |
| 19 | The Bad and the Beautiful | Il cattivo e la bella  | 13 aprile 1982   |                 |
| 20 | An Eye for an Eye         | Occhio per occhio      | 20 aprile 1982   |                 |
| 21 | The Harder They Fall      | Sempre più in basso    | 27 aprile 1982   |                 |
| 22 | Murder, They Said         | Che assassino sia      | 4 maggio 1982    |                 |